# Verwaltungsblätter für Baden-Württemberg
Verwaltungsblätter für Baden-Württemberg (VBlBW) – Zeitschrift für öffentliches Recht und öffentliche Verwaltung – ist eine juristische Fachzeitschrift aus dem Richard Boorberg Verlag. Sie erscheint monatlich und widmet sich Fragen des öffentlichen Rechts in Baden-Württemberg aus wissenschaftlicher und didaktischer Sicht.

## Zitierweise
Auf einzelne Artikel verweist man durch Angabe des Kürzels „VBlBW“, des Jahrgangs und der Seite. Bei Verweisen auf Gerichtsentscheidungen, die in den VBlBW abgedruckt worden sind, wird zusätzlich das Gericht genannt. So steht beispielsweise die Angabe „VGH BW, VBlBW 2019, 26“ für ein Urteil v. 2. August 2018 – 3 S 1523/16 des Verwaltungsgerichtshof Baden-Württemberg, das im Jahrgang 2019 auf Seite 26 abgedruckt war.